# Варзуга (река)
Варзуга (на руски: Варзуга) е река в Мурманска област на Русия, в южната част на Колския полуостров, вливаща се в Бяло море. Дължина 254 km. Площ на водосборния басейн 9840 km².
Река Варзуга води началото си от централните части на възвишението Кейви, на 209 m н.в. В горното течение, на протежение около 80 km тече в югоизточна посока под името Малая Варзуга в широка и плитка долина със спокойно течение. След това реката рязко завива и на протежение отново около 80 km тече на запад под името Болшая Варзуга. Тук долината ѝ се стеснява, наклонът ѝ се увеличава и се появяват множество прагове и водопади (най-голям Падун, състоящ се от каскада от три по-малки водопада). След устието на десния си приток Пана завива на юг-югоизток и вече под името Варзуга отново има бързо течение и изобилия от прагове. Влива се в северната част на Бяло море, чрез дълъг над 10 km лиман, при изоставеното селище Устие Варзуга. Основни притоци: леви – Кица (52 km); десни – Юзия (50 km), Пана (114 km). Има смесено подхранване с преобладаване на снежното, с ясно изразено пролетно пълноводие през май и юни, когато повишава нивото си с 2 – 2,5 m. Среден годишен отток 77 m³/s, максимален през май до 300 m³/s. Заледява се през октомври, а се размразява през май. По течението ѝ са разположени само две постоянни населени места Варзуга и Кузомен в долното ѝ течение.

## Топографски карти
карта-ГЩ-СССР|Q-37-А,Б